# 베스파시아누스
베스파시아누스는 (9년 11월 17일 ~ 79년 6월 23일), 로마 제국의 아홉 번째 황제이다. 그는 비텔리우스의 뒤를 이어 황제가 되었다. 최초의 평민 출신 로마 황제이며 그 아들 티투스가 뒤를 이어 황제가 되는 플라비우스 황조를 이루게 되었다.

## 가족관계와 초기 생애
아버지는 아시아 속주의 징세청부인 티투스 플라비우스 사비누스, 어머니는 베스파시아 폴라이다. 두 형제의 차남으로 사비니지방의 레아테에서 태어났다. 아들은 로마 황제가 되는 타이스 도미티아누스를 두었고, 또 도미틸라라는 딸을 두었다.
형을 따라 공직에 입문하고, 36년 트라키아 지방에서 장교로 군복무를 시작한다. 이듬해 회계 감사관으로 선출, 크레타 섬과 키레네에서 복무한다. 차근 차근 단계를 밟아, 39년 조영관직을 거친 후 이듬해인 40년 법무관에 선출되었다.
한편 그는 페렌티움 출신의 기사의 딸이었던 도미틸라와 결혼한다. 그의 아내는 그가 황제가 되기 전에 죽었는데, 이후 그는 재혼하지 않고 집안의 해방 노예 출신인 체니스라는 여자를 곁에 두고 안주인처럼 대우했다. 41년 클라우디우스 황제가 제위에 올랐을 때, 클라우디우스의 가신이었던 해방노예 나르키소스의 천거로 그는 게르마니아에 있는 제2군단 아우구스타의 군단장에 임명되었다.

## 생애
베스파시아누스는 세리 집안의 둘째 아들로서 로마 제국의 권부 최상층에 오르기 어려운 신분이었으나 치밀함과 부지런함으로 자신의 신분을 끌어 올린 탁월한 능력의 소유자였다.
네로시대에는 뛰어난 장군으로 로마 역내의 반란을 진압하는 데 많은 공을 세웠지만, 임기가 거의 끝나갈 무렵 로마 황제의 그리스 별궁에서 네로 황제가 베푸는 연회에 참석하였다가 네로 황제의 시를 들으며 졸았다는 이유로유배되어 양봉을 하며 소일하게 된다.
2년여의 세월이 지나자 유다 지역에서 유대교민족주의세력인 열심당에 의해 발생한 유대독립전쟁이 걷잡을 수 없이 커지면서 이를 평정할 지휘관으로서 새로이 임명을 받고 유대땅으로 파견되는데 지략과 용맹성으로 유대 북부 갈릴래아 지역을 점령하게 되고 요셉이라는 유다인 지도자를 포로로 잡게 된다. 후에 로마로 들어가 시민권을 얻게되는 요셉, 즉 로마인으로서의 요세푸스는 로마와 유다 간의 절충안을 제시하며 양 쪽의 상생을 모색하게 하고 베스파시아누스는 그의 도움으로 유다를 무리 없이 통치하였다. 물론 베스파시아누스 황제는 자신의 정치를 도운 요세푸스를 보호하여, 편안하게 살 수 있도록 해 주었다.
로마에서는 네로의 자살로 말미암아 큰 혼란이 야기되고 이를 수습할 적임자로 베스파시아누스가 로마인에게 선택되면서 로마에 입성하게 된다. 내전 상태의 로마를 평정하고 국가의 질서를 회복시키면서 군인 출신이었던 세 명의 황제의 뒤를 이어 새로 로마 황제의 자리에 오른다.

## 공적과 오점, 그리고 일화
- 초대 원수였던 아우구스투스 이래, 율리우스 클라우디우스 왕조의 황제들에게 주어졌던 것과 같은 권한을 베스파시아누스에도 부여하는 '베스파시아누스의 명령권에 관한 법률'을 원로원에게 제정하도록 했다. 이로써 베스파시아누스도 율리우스 클라우디우스 왕조의 여러 황제처럼 통치할 수 있는 법적 기반이 정비되었다. 그런 한편으로 종래 원로원에 (관습적으로) 부여되었던 황제탄핵권을 부정하여, 황제와 원로원 사이의 권력 균형이 무너졌다. 이로써 정권 교체는 원칙적으로 황제의 죽음에 의해서만 행해지게 되었고, 후대에까지 황제의 암살이 횡행하는 원인이 되었다.(군인 황제 시대를 포함해 콘스탄티노플 함락에 의한 동로마 제국 멸망까지 황제의 순직율이 약 과반수에 이른다)
- 네로의 명령에 따라 66년부터 유대항쟁 진압을 지휘했다. 70년 9월에는 아들 티투스가 2년에 걸친 전쟁으로 예루살렘을 함락시키고, 74년 봄에는 플라비우스 시르우가 혁명당원들이 항쟁한 마사다 요새까지 함락시킴으로써 유대항쟁 진압을 끝마칠 수 있었다. 신약성서학자 정승우가 쓴 예수, 신화인가. 역사인가(책세상)에 따르면, 당시 혁명당원들은 자신들의 마지막이 가까움을 깨닫고는 칼로 자살함으로써 명예롭게 죽음을 맞았다.
- 재정의 건전화를 위해 여러 가지 정책을 펼쳤는데 그 가운데 특히 유명한 것은 74년에 유료공중화장실을 설치한 것이다. 이에 대해 반대파들의 조소를 받았지만, 그에 대한 베스파시아누스의 "돈에서는 냄새가 나지 않는다(Pecunia non olet)"라는 반론은 돈에는 귀천이 없음을 말해주는 유명한 문구가 되었다(아들 티투스가 이 세금에 대해 "냄새나는 화장실에 세금을 매기다니요"하고 반대했을 때에도, 화장실세로 거둔 금화를 티투스의 코 끝에 들이대며 "이 금화에서 어디, 냄새가 나느냐?"라 물었다고도 한다). 또 현재까지도 유럽의 공중화장실은 베스파시아누스의 이름(정확히는 그의 이름을 각국어로 번역한 단어)으로 불린다.(자주 오해받는 점은, 베스파시아누스가 설치한 공중화장실이란 사실 볼일을 본 이용자에게 요금을 받는 것이 아니라 공중화장실에서 모은 오줌을 가죽가공업자들에게 돈을 받고 팔았다는 점이다. 당시에는 양털의 기름 성분을 제거하기 위해 인간의 오줌을 사용했다)
- 75년에는 콜로세움의 건설을 시작했다. 8년이 걸려 만들어진 콜로세움은 로마건축의 혁명이었다. 새로운 구조적 발상(아치)과 재료의 변화(대리석에서 콘크리트), 그 당시 최신 기계장치인 기중기를 이용하여 콜로세움을 완성했다.
- 유머 감각이 뛰어났는데, 평소 공화정 부활을 주장하는 견유학파의 철학자들에게 "난 개가 짖는다고 그 개를 죽이지는 않소."라고 대답한 적도 있다. 병이 들어 죽음을 눈 앞에 두고도 "가엾게도 이 몸은 신이 되어가는 중이구나."라고 중얼거렸다고 말해진다.(당시의 로마 황제는 사후에 신격화되었다.) 그리고 최후의 순간에 "일어나 있자! 지금부터 나는 신이 될거야!"라 외치고는 선 채로 죽었다고 전해진다. 이는 진심으로 신이 된다고 믿은 것이 아니라 그의 마지막 유머였다.
- 재정 건전화에 힘쓴 그의 노력은 사후 '인색했다'는 평가를 받으며 야유의 대상이 되었다. 자신의 장례에 들어간 비용(약 1천만 세스테르티우스)을 듣고 놀란 베스파시아누스가 관에서 벌떡 일어나면서, "나한테 10만 세스테르티우스만 줬으면 날 티베르 강가에 버릴 수도 있었는데"(그런 일로 돈 쓸 것 없이 그냥 자신의 사체를 강에 버려도 된다)고 했다는 내용의 희극이 상연된 적이 있다. 다만 황제이자 자신의 아버지를 모욕하는 그러한 내용의 희극에 대해, 당시 황제였던 티투스는 어떤 책망도 하지 않았다고 한다(이는 티투스의 자비심을 나타내는 일화로도 알려져 있다.)

## 같이 보기
- 로마 황제 연대표